# Japalura dasi
Japalura dasi — вид ігуаноподібних ящірок родини агамових (Agamidae). Ендемік Непалу. Вид названий на честь індійського герпетолога Індранейла Даса.

## Поширення і екологія
Japalura dasi відомі з типової місцевості, розташованої в районі Баджура в провінції Судурпаштін на заході Непалу, на висоті 2600 м над рівнем моря. Вони живуть в чагарникових заростях, на полях і плантаціях, а також в гірських дубово-рододендроново-хвойних лісах помірного поясу. Відкладають яйця.

## Збереження
МСОП класифікує цей вид як вразливий. Japalura dasi може загрожувати знищення природного середовища. 